# تغذية الرضع

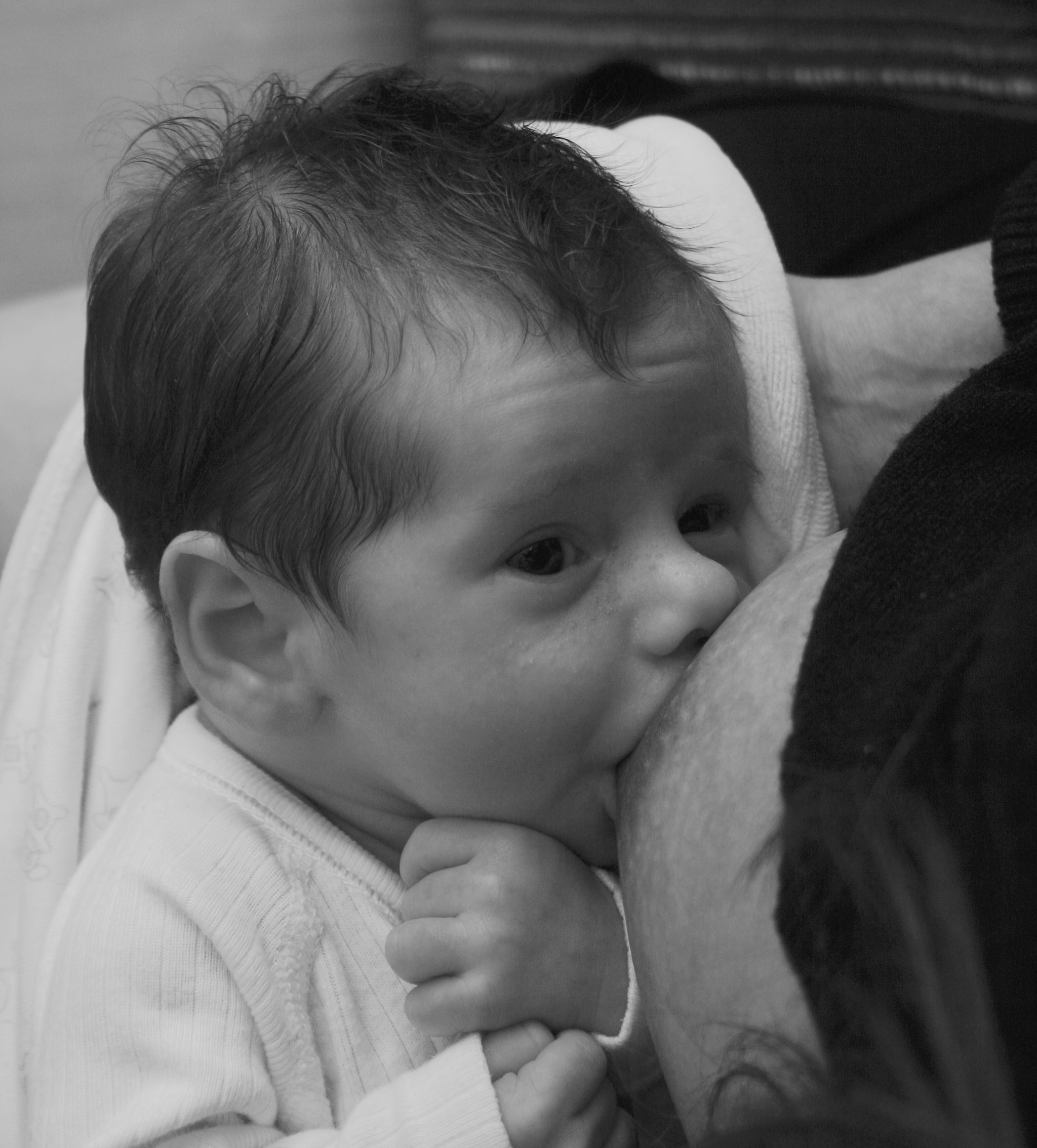

تغذية الرضع هي توصيف للاحتياجات الغذائية للرضع. أي نظام غذائي ينقصه الكميات الأساسية من السعرات الحرارية، المعادن، الفيتامينات، أو السوائل يعد نظامًا غير ملائم. مقارنة بحليب الأطفال الصناعي، يقوم حليب الثدي من الأم بتزويد التغذية الملائمة للأشهر الأولى المهمة من فترة النمو. على سبيل المثال، يساهم حليب الثدي في منع حصول فقر دم، فرط سمنة، وداء موت الرضيع المفاجئ؛ كما أنه يعزز صحة الهضم، المناعة، والذكاء. تنصح الجمعية الأميريكية لطب الأطفال بإطعام الرضع حليب الثدي حصرًا، أو حليب صناعي غني بالحديد في أول اثنا عشر شهرًا من حياة الرضيع. الرضع لا يتم إعطاؤهم أطعمة جامدة القوام حتى الشهر الرابع أو السادس من عمرهم. تاريخيًا، كان الإرضاع من الثدي هو الخيار الوحيد للتغذية. من النادر جدًا منع الإرضاع من الثدي، ولكن لا ينصح به عندما تكون الأم تخضع لعلاج سرطاني، أو مصابة بالشكل الفعال من السل، فيروس العوز المناعي البشري، اللوكيميا، أو عندما تتعاطى مواد مخدرة؛ ويمكن استشارة الطبيب المختص لتحديد ما هو الأفضل بالنسبة للطفل.

## متطلبات التغذية عند الرضع
التغذية الملائمة للرضع يجب أن يزود المواد الأساسية التي تدعم النمو والوظائف الطبيعية، التطور، ومقاومة الأمراض المعدية. يمكن الحصول على التغذية المثالية عبر اتخاذ قرار التغذية سواء كانت عبر الإرضاع أو عبر استخدام الحليب الصناعي قبل الولادة، والتحضير للوسيلة المختارة.